# Pierre de Villiers (militaire)
Pour les articles homonymes, voir Pierre de Villiers et Saintignon.
Pierre Le Jolis de Villiers de Saintignon, dit Pierre de Villiers, est un militaire français, né le 26 juillet 1956 à Boulogne (Vendée). Général d'armée, il est chef d'état-major des armées de 2014 à 2017, après avoir été major général des armées (2010-2014). Il démissionne de ses fonctions en 2017 à la suite d'un désaccord sur le budget des armées françaises.

## Biographie

### Famille
Il est le frère cadet de Philippe de Villiers, secrétaire d'état et député, fondateur du Puy du Fou, et de Bertrand de Villiers, dirigeant d'entreprise.
Marié à 31 ans, il est père de six enfants. Son épouse est la sœur de François Touvet, évêque de Fréjus-Toulon et de Laurent Touvet, haut fonctionnaire membre du Conseil d'Etat, préfet de la Moselle.

### Carrière militaire

#### De 1973 à 2003
Après deux années de classe préparatoire (« corniche ») au Prytanée national militaire de La Flèche, Pierre de Villiers est admis à l’École spéciale militaire de Saint-Cyr en 1975 (promotion Capitaine Henri Guilleminot). Il entre à la fin de sa formation dans l'arme blindée et cavalerie et rejoint l'école d'application de sa spécialité à Saumur (promotion Lieutenant Charles de Foucauld). Il est chef de peloton de chars AMX-30 au 2e régiment de dragons à Haguenau dans le Bas-Rhin dès 1978, unité dans laquelle il sert avant d'être muté à compter du 14 juillet 1982. Entre 1979 et 1987 il est affecté au 4e régiment de dragons de Mourmelon (équipé également de chars AMX-30). Il commande l'escadron d’éclairage divisionnaire de la 7e division blindée (EED7) au camp du Valdahon dans le Doubs.
Il est également à trois reprises instructeur des sous-officiers et des officiers à l'École de cavalerie de Saumur.
En 1989-1990, il est stagiaire à l'École supérieure de guerre (103e promotion de l'ESG) puis, en 1990-1991, stagiaire au cours supérieurs interarmées (XLIIe session du CSI).
Puis il est nommé comme chef de corps du 501e-503e régiment de chars de combat à Mourmelon-le-Grand dans la Marne. À partir de juin 1999, il commande pendant cinq mois le bataillon d'infanterie mécanisée de la brigade Leclerc, entrée en premier au Kosovo avec l'opération KFOR. Pendant douze ans, il est en poste à Paris à l'état-major de l'Armée de terre, puis à l'inspection de l'Armée de terre et membre de la direction des affaires financières du ministère de la Défense.

#### De 2003 à 2008
De septembre 2003 à juin 2004, il est auditeur au Centre des hautes études militaires et à l'Institut des hautes études de Défense nationale. Adjoint au chef de cabinet militaire du Premier ministre le 1er juillet 2004, il est promu général de brigade le 1er décembre 2005. Il est nommé commandant de la 2e brigade blindée et commandant d'armes de la place d'Orléans le 1er août 2006, fonctions qu'il occupe jusqu'au 31 août 2008. Parallèlement, de décembre 2006 à avril 2007, il commande le Regional Command Capital (RCC) qui regroupe 2 500 militaires de 15 nationalités différentes lors de la guerre d'Afghanistan.

#### De 2008 à 2014
Il est nommé chef du cabinet militaire du Premier ministre à compter du 15 septembre 2008, fonction qu'il occupe jusqu'en mars 2010, date à laquelle il est remplacé par Bernard de Courrèges d'Ustou.
En mars 2010, il se voit promettre le poste de chef de l'état-major du président de la République, avant que celui-ci décide de nommer le général Benoît Puga.
Par décret du 11 mars 2010, il est nommé aux fonctions de major général des armées.

#### De 2014 à 2016

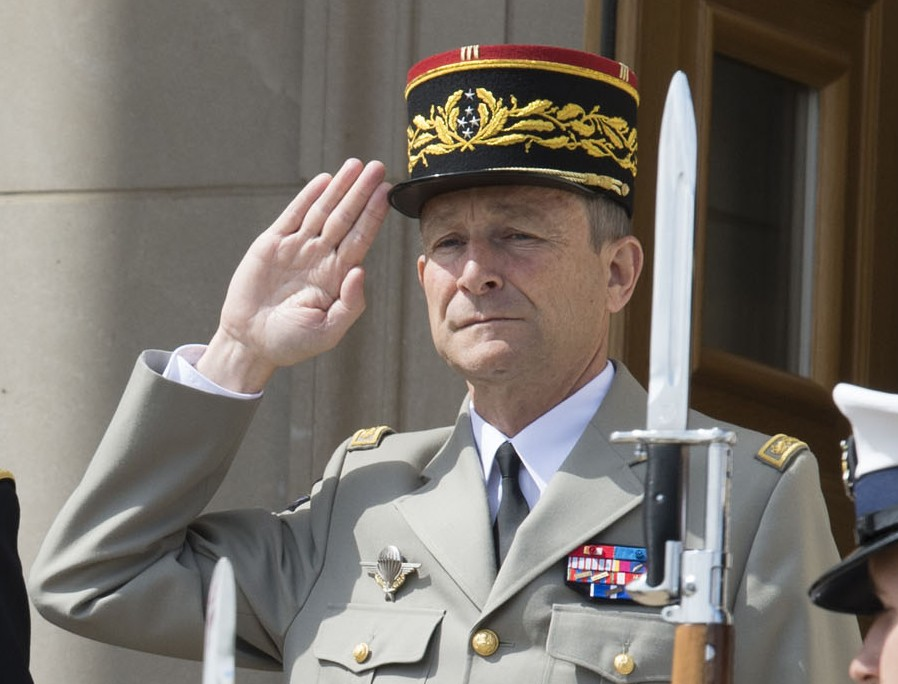
Pierre de Villiers en 2014.

Le 15 février 2014, il devient chef d'état-major des armées, succédant à l'amiral Édouard Guillaud. Chargé des ripostes contre l'État islamique après les attentats du 13 novembre 2015, il juge que les nécessaires actions militaires contre cette entité ne peuvent à elles seules garantir la paix et la sécurité, tout en appelant à conforter les moyens de l'Armée française,.
Il coordonne les opérations extérieures Barkhane au Sahel, Sangaris en République centrafricaine et Chammal en Syrie et en Irak. Il est également chargé de l'opération intérieure à caractère antiterroriste, Sentinelle.
En décembre 2016, il s'exprime en faveur de l'augmentation du budget des armées, demandant sa hausse progressive pour le porter de 1,7 à 2 % du produit intérieur brut (PIB) avant la fin du prochain quinquennat, en 2022,.

#### Année 2017
En mars 2017, durant la campagne présidentielle, Pierre de Villiers exprime de nouveau le souhait de voir porter le budget de la Défense à 2 % du PIB en 2022 — ce qui correspond à une augmentation d'environ trois milliards d'euros par an. Le candidat Emmanuel Macron s'engage quant à lui à atteindre progressivement 2 % à l'horizon 2025.

#### Désaccord sur le budget militaire

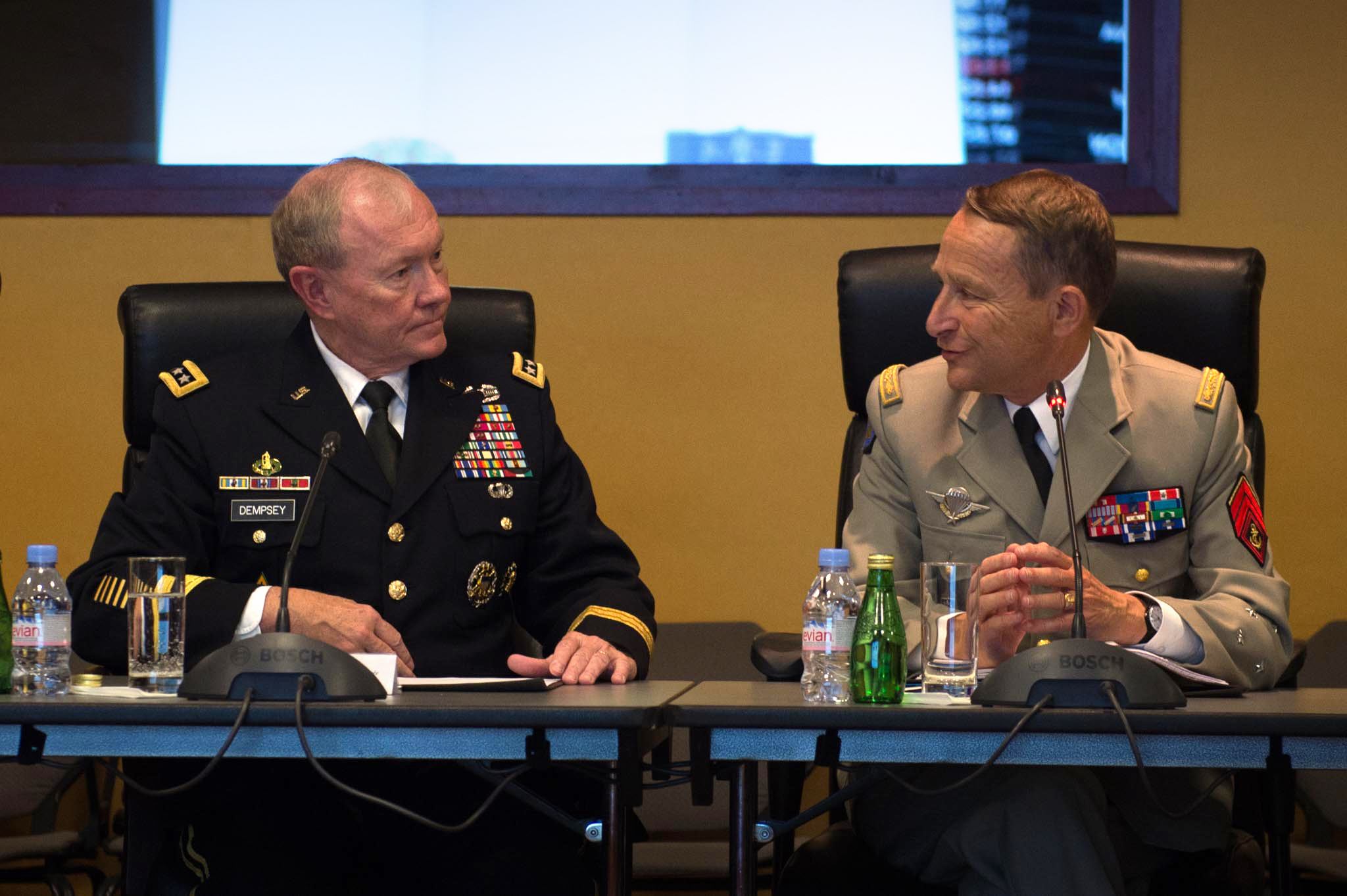
Pierre de Villiers avec le général Martin Dempsey (2014).

Le 11 juillet 2017, dans le cadre d'une réduction globale des dépenses publiques, Gérald Darmanin annonce que le budget de la Défense respectera l'enveloppe votée par le parlement et sera réduit de 850 millions d'euros pour l'année 2017. Le lendemain, Pierre de Villiers expose son désaccord devant la commission de la Défense de l’Assemblée nationale ; « Je ne me laisserai pas baiser comme ça » lance-t-il. Ces propos sont tenus à huis clos, mais une fuite est rapportée par le journal Le Monde.
Le 13 juillet, lors du traditionnel discours aux armées, le président de la République, Emmanuel Macron, réaffirme son intention de porter le budget de la Défense à 2 % du PIB. En rappelant « je suis votre chef », il rejette les critiques sur l'effort d'économie prévu et ajoute qu'« il n'est pas digne d'étaler certains débats sur la place publique » […] « Les engagements que je prends devant nos concitoyens et devant les armées, je sais les tenir. Et je n'ai à cet égard besoin de nulle pression et de nul commentaire ». Selon Pierre Servent, expert en stratégie militaire, « c'est la première fois qu'un président de la République fait une déclaration aussi brutale vis-à-vis de son chef d'État-Major des armées ». Le même jour, Le Figaro publie une tribune de Pierre de Villiers dans laquelle, selon le quotidien, « il plaide […] pour le respect scrupuleux des engagements pris à l'égard du budget de la défense nationale ».
La situation semble s'apaiser le 14 juillet, avec le traditionnel défilé où le président et le général de Villiers paradent ensemble dans le même véhicule.

#### Démission

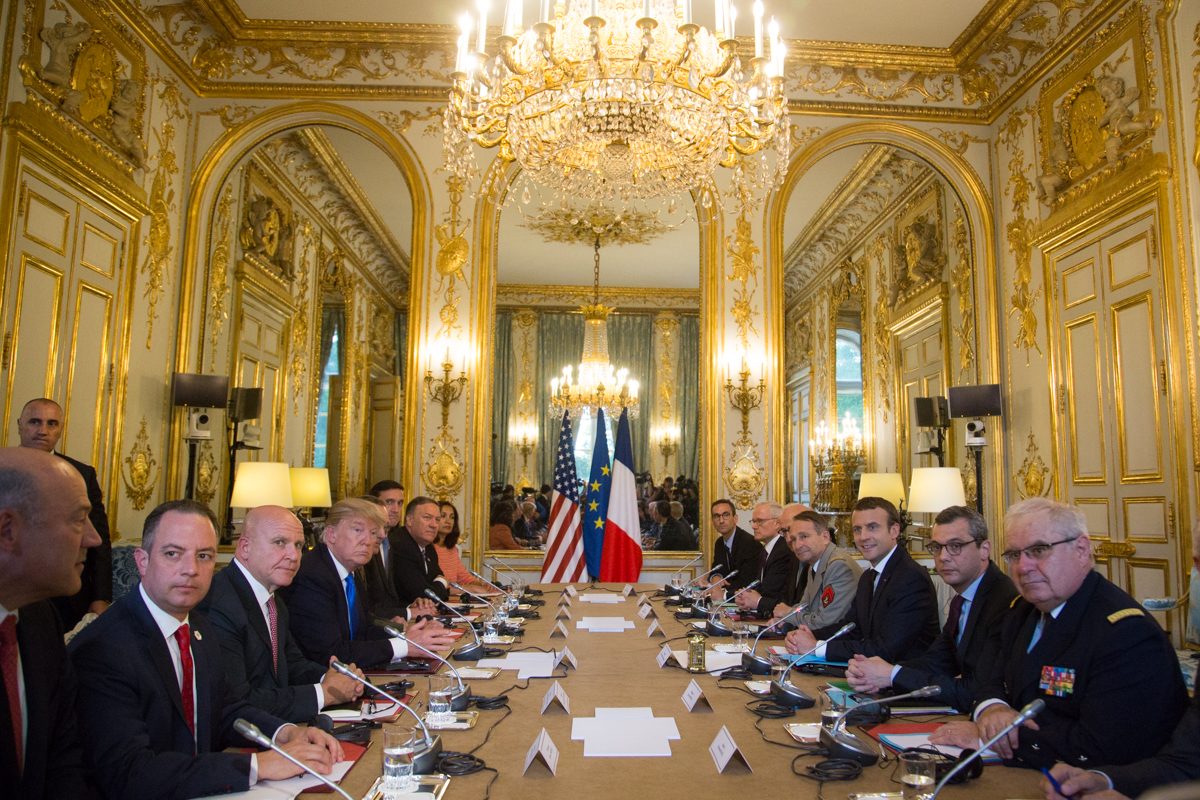
Pierre de Villiers au palais de l'Élysée (14 juillet 2017).

Le soir du 14 juillet, le chef d'État-Major réitère ses critiques sur sa page Facebook en écrivant « Parce que la confiance expose, il faut de la lucidité. Méfiez-vous de la confiance aveugle ; qu’on vous l’accorde ou que vous l’accordiez. Elle est marquée du sceau de la facilité ». Dans Le Journal du dimanche du 16 juillet, Emmanuel Macron ouvre la porte à une possible éviction du chef d'État-Major : « La République ne marche pas comme cela. Si quelque chose oppose le chef d'État-Major des armées au président de la République, le chef d'État-Major des armées change ». La question d'une démission du chef d'État-Major — acte inédit sous la Ve République — est posée, d'après le porte-parole du gouvernement, Christophe Castaner,,,.
D'après les journalistes du Monde Gérard Davet et Fabrice Lhomme, Emmanuel Macron aurait néanmoins tenté de dissuader Pierre de Villiers de démissionner, assortissant ses propos d'une promesse de poste offrant des émoluments importants. L'intéressé aurait considéré cette proposition « insultante ».
Pierre de Villiers démissionne de ses fonctions le 19 juillet ; ce « fait sans précédent depuis 1958 » est, selon Le Monde, un événement historique. Sa décision est annoncée par un communiqué reproduit intégralement sur le site web de FrancetvInfo. Il publie simultanément sur internet une « lettre à un jeune engagé » dans laquelle il précise être « indéfectiblement attaché à [s]on pays et à ses armées ». Dans la même journée, le général François Lecointre est nommé pour le remplacer en étant à cette fin élevé au rang de général d'armée.
Le général Pierre de Villiers quitte le ministère des Armées le jour même sous les applaudissements des civils et des militaires, lesquels forment pour l'occasion une haie d'honneur jusqu'à sa voiture,.

#### Réactions et commentaires
Pour l'historien Philippe Vial, Emmanuel Macron « a sifflé la fin de la partie pour tout le monde, administration de Bercy, parlementaires et militaires, tous ceux qui sont entrés dans un jeu de pression ces dernières années en n’en faisant qu’à leur tête en dépit des arbitrages présidentiels ». Selon Ouest-France, en le remettant publiquement au pas, Emmanuel Macron a pris le risque de faire passer un acte d’autorité pour une humiliation et pour une limite posée au droit de s’exprimer.
Le président de la commission des affaires étrangères du Sénat, Christian Cambon (LR), déplore que les propos du général de Villiers aient pu sortir de la commission de l’Assemblée nationale, où les débats sont tenus à huis clos, ce fait représentant, pour lui, un « grave risque pour la démocratie » dans la mesure où il est nécessaire que les personnalités auditionnées puissent s'exprimer librement, parler « en vérité ». Le député Jean-Luc Mélenchon (LFI) publie une vidéo dans laquelle il considère comme « incroyable » que le président « admoneste publiquement le chef d’état-major des armées alors qu'il faisait son devoir en répondant aux questions des députés » ; il ajoute que « ce n'était pas au général de Villiers de payer pour cet abus », se référant à la violation du huis clos à la suite de l'audition du général de Villiers. Le député Olivier Faure (PS) dénonce, dans une question au gouvernement, une « violation des droits du Parlement ». Jean-Jacques Bridey, président (LREM) de la commission de la Défense — qui, selon lelab.europe1.fr, « n'est « pas loin » de penser la même chose que Villiers » — affirme qu'« en aucun cas ce n'était une remise en cause ni de l'autorité ni des choix du président de la République ». Selon L'Express, « la classe politique est à l'unisson contre Macron ».
Fin juillet 2017, la cote de popularité du président Emmanuel Macron chute de 10 points dans une enquête Ifop. La démission de Pierre de Villiers constitue le premier facteur de cette baisse de popularité pour Bruno Cautrès du CEVIPOF et pour le sondeur Bruno Jeanbart.

### Après son départ de l’armée
Quinze jours après sa démission, le 8 août 2017, il crée une agence de conseil, dont la dénomination sociale est « Pierre de Villiers ». Elle a pour objet « le conseil en management, la formation à l'exercice de l'autorité et du commandement, l'organisation, l'animation de conférences et d'événements ».
Pour expliquer sa démission, Pierre de Villiers écrit un livre, intitulé Servir (Fayard) publié le 8 novembre 2017 et vendu à 130 783 exemplaires en France. Il y décrit les restructurations imposées aux armées au cours des dernières années et ses relations avec Emmanuel Macron.
Huit mois après sa démission, le 3 avril 2018, Pierre de Villiers intègre le Boston Consulting Group (BCG), un cabinet de conseil classé parmi les leaders mondiaux de la stratégie d'entreprise. Selon le BCG, Pierre de Villiers est recruté pour « sa riche expérience en matière d'analyse des situations et des risques, de transformation des organisations et d'efficacité opérationnelle ». Il quitte cette fonction en 2021.

### Prises de position
En novembre 2018, Pierre de Villiers se déclare favorable à la création d'une armée européenne si cette armée s'appuie sur les États,.
En octobre 2020, il publie un nouveau livre intitulé L’Équilibre est un courage (Fayard) où il dresse un constat de l’état de la France en 2020 en y intégrant des propositions.
Il déclare dans Le Figaro, à la suite de l'assassinat de Samuel Paty commis le 16 octobre 2020 par un ressortissant russe d'origine tchétchène à Conflans-Sainte-Honorine, soutenir « la [fermeture] de toutes les salles de prières islamistes non officielles et radicales, [l'expulsion] des imams radicaux et [la reprise] de contrôle [des] frontières nationales ».
En novembre 2020, Le Figaro rapporte des rumeurs d'une possible candidature de Pierre de Villiers à l'élection présidentielle de 2022.

## Distinctions

### Décorations françaises
- Grand officier de la Légion d'honneur (en 2013[54], Commandeur en 2007, Officier en 2005, Chevalier en 1997).
- Officier de l'ordre national du Mérite (en 2007, Chevalier en 1993).
- Croix de la Valeur militaire avec une citation
- Croix du combattant
- Médaille de la Défense nationale, échelon or avec une citation à l'ordre de l'armée
- Médaille de la jeunesse, des sports et de l'engagement associatif, bronze
- Médaille commémorative française

### Décorations étrangères
- Croix de commandeur de l'ordre du Mérite (Allemagne)
- Commandeur de l'ordre national du Burkina Faso
- Officier de l'ordre de la Valeur (Cameroun)
- Commandeur de la Legion of Merit (États-Unis)
- Médaille de reconnaissance des Forces armées (Gabon)
- Commandeur de l'ordre du Mérite du Niger (de)
- Officier pro Merito Melitensi (Ordre souverain de Malte)
- Médaille de service en ex-Yougoslavie (OTAN)
- Médaille de service au Kosovo (OTAN)
- Médaille de l'OTAN « Force internationale d'assistance et de sécurité » (OTAN)

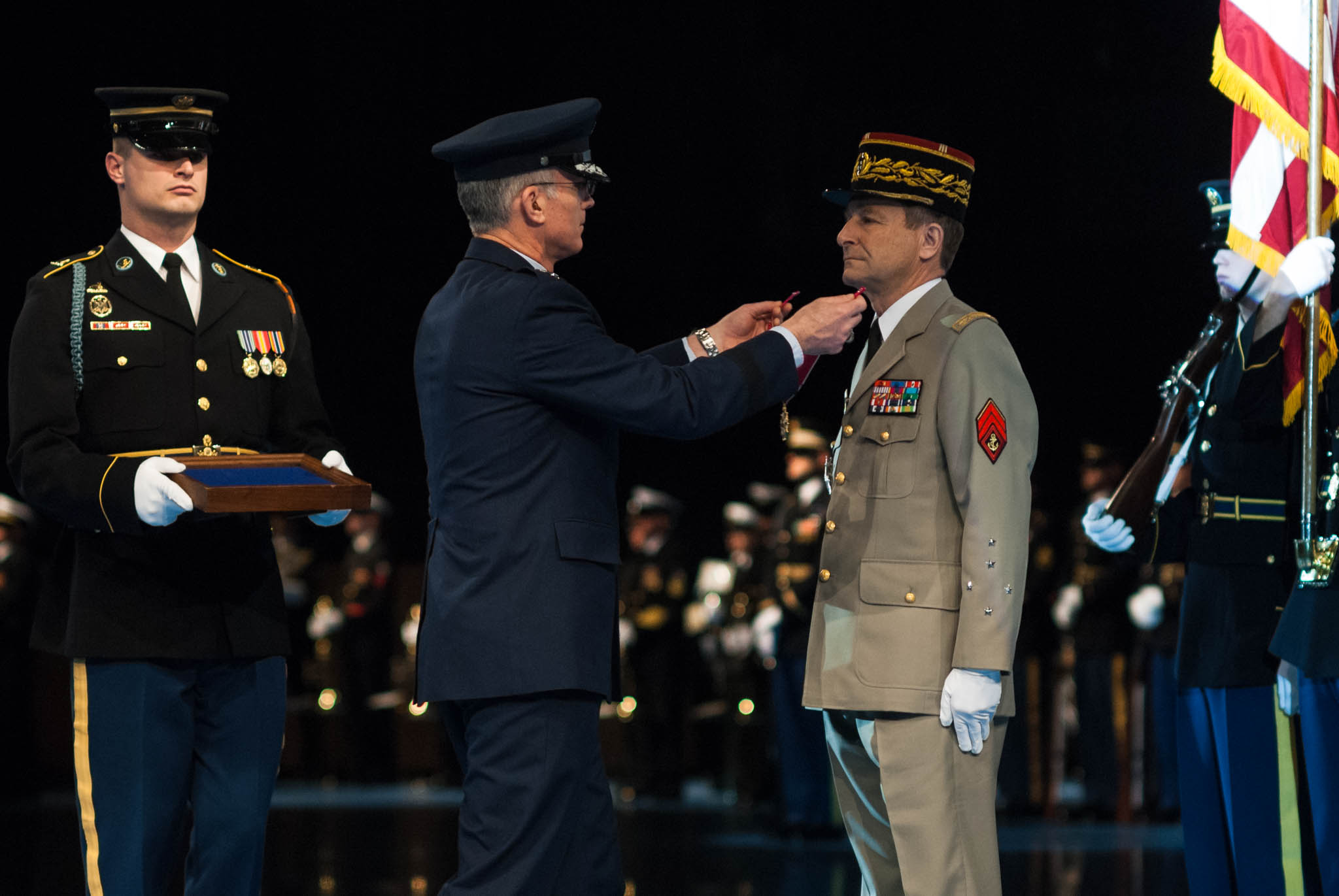
Pierre de Villiers décoré des insignes de commandeur de la Legion of Merit des États-Unis en 2017.
Il porte sur son bras gauche ses 5 étoiles de général d'armée et ses galons de caporal d'honneur des troupes de marine qui lui ont été remis le 2 septembre 2014

.

### Autres distinctions
- Commandeur de l'ordre national du Lion du Sénégal[55]
- Remise des galons de caporal d'honneur des Troupes de marine (en 2014)[56],[57].
- Prix spécial de La Saint-Cyrienne 2018 pour Servir[58]

## Publications
- Pierre de Villiers, Servir, Paris, Fayard, 2017, 352 p. (ISBN 978-2-213-70599-6).
- Pierre de Villiers, Qu'est-ce-qu'un chef ?, Paris, Fayard, 2018, 256 p. (ISBN 978-2-213-71166-9).
- Pierre de Villiers, L'équilibre est un courage, Paris, Fayard, 2020, 320 p. (ISBN 978-2-213-71784-5)[59].
- Pierre de Villiers, Paroles d'honneur, Paris, Fayard, 2022, 270 p. (ISBN 9782213725352).